# Klaus Winter (Physiker)
Klaus Winter (* 21. Dezember 1930 in Hamburg; † 9. Februar 2015) war ein deutscher Physiker, der sich auf das Gebiet der Teilchenphysik, insbesondere der Neutrinophysik, spezialisierte.

## Biographisches
Winter studierte an der Universität seiner Heimatstadt, wo er 1958 promovierte und sich 1963 habilitierte. 1973 wurde er von der Universität Hamburg zum Honorarprofessor ernannt. Anschließend konnte Winter einige Jahre am CERN forschen. Kurz nach der Wiedervereinigung wurde er 1991 Gastprofessor am Institut für Physik der Humboldt-Universität zu Berlin.
Ab den 1970er-Jahren war er führend in der CHARM-Kollaboration (die Abkürzung des Experiments steht für CERN, Hamburg, Amsterdam, Rom, Moskau) des CERN, die unter anderem die Nukleon-Neutrino-Wechselwirkung und Elektron-Neutrino-Streuung über neutrale Ströme untersuchte. Zeitweise war er Sprecher der Experimentalgruppe. Unter anderem gelang ihnen mit Charm II eine präzise Bestimmung des elektroschwachen Mischungswinkels.
1993 erhielt er die Stern-Gerlach-Medaille für seine wegweisenden Untersuchungen, 1997 den Bruno-Pontecorvo-Preis.
Winter starb am 9. Februar 2015.

## Veröffentlichungen
- Experimental studies of weak interactions. In: John Krige (Hrsg.): History of CERN, Bd. 3, North Holland 1996
- Klaus Winter (Hrsg.): Neutrino Physics, Cambridge University Press 1991, 2000, ISBN 978-0-521-65003-8
  - darin von Klaus Winter: Neutrino reactions and the structure of the weak neutral current
- Klaus Winter, Guido Altarelli (Hrsg.): Neutrino Mass, Springer 2003